# Zběšičky
Zběšičky (deutsch Klein Bieschitz, auch Klein Zbieschitz) ist eine Gemeinde in Tschechien. Sie liegt acht Kilometer südöstlich von Milevsko in Südböhmen und gehört zum Okres Písek.

## Geographie
Zběšičky befindet sich im Südosten der zum Mittelböhmischen Hügelland gehörigen Milevská pahorkatina. Das Dorf liegt im Quellgebiet des Baches Zběšičký potok. Östlich liegt das Tal der Smutná, gegen Nordwesten der Teich Zavadil. Im Nordosten erhebt sich der Chlum (540 m), südöstlich der Studenec (436 m), im Westen die Kupa (503 m) sowie nordwestlich der Vlčí vrch (517 m).
Nachbarorte sind U Farků, Závist und Sepekov im Norden, Hanov, Podboří und Karlov im Nordosten, Opařany im Osten, Stádlec, Sítiny und Srlín im Südosten, Popovec, U Pohodnice, Rataje und Zběšice im Süden, Kolíšov, Ráb und Bernartice im Südwesten, Jestřebice, Veselíčko und Křižanov im Westen sowie Okrouhlá, Líšnice und Zálší im Nordwesten.

## Geschichte
Zběšičky gehörte zu Beginn des 13. Jahrhunderts zum bischöflichen Districtus Bechinensis. Die Ersterwähnung des Ortes erfolgte am 6. Januar 1215 in einer Schenkungsurkunde König Ottokar I. Přemysls, in der dieser dem Prämonstratenserkloster Mühlhausen die Dörfer Belína und Posretin sowie einen Anteil von Kdešice überließ. Das Kloster wurde am 23. April 1420 von den Hussiten zerstört. Danach schlug der Klingenberger Burggraf Jan Hájek von Hodětín die verwaisten Klostergüter als Herrschaft Mühlhausen der königlichen Herrschaft Klingenberg zu. Als im Jahre 1430 Hussiten die Burg Klingenberg belagerten, verpfändete König Sigismund die Herrschaft 1431 an Ulrich II. von Rosenberg, weil er befürchtete, dass sein Burggraf Kunata Kapléř recht bald zu den Aufständischen überlaufen werde. Heinrich V. von Rosenberg, der die überschuldete Herrschaft 1472 übernommen hatte, verkaufte am 28. September 1473 ein Viertel der Besitzungen des Hauses Rosenberg, darunter auch das Klingenberger Pfand, seinem Vetter Bohuslav V. von Schwanberg. Nachdem Christoph von Schwanberg 1534 verstorben war, erfolgte 1540 eine Teilung der Klingenberger Güter, wobei sein zweitältester Sohn Johann von Schwanberg die Herrschaft Mühlhausen erhielt. Der Mühlhausener Abt Johann verpachtete den Klosterbesitz 1543 förmlich an Johann von Schwanberg, dabei wurden in Zběšičky fünf Bauerngüter aufgeführt. Im Jahre 1559 erbte Johanns Sohn Christoph von Schwanberg die Herrschaft. Nach dem Tode seines Onkels Heinrich fiel ihm 1574 auch die Herrschaft Klingenberg zu. Am 1. Dezember 1575 verkaufte er das Gut Kdešičky, die Dörfer Veselí, Křižanov und Bilina sowie Anteile von Kluky und Klucké Březí an Bohuslav Kalenitzky von Kalenitz auf Chřešťovice, der diese zu einem Gut zusammenschloss und in Veselí einen Herrensitz errichten ließ. Nach seinem Tode wurde der Besitz 1600 unter seinen Söhnen aufgeteilt. Dabei erhielt der dritte Sohn Bohuslav das Allodialgut Veselí mit den Dörfern Veselí, Křižanov, Bilina und Zběšičky. Im Jahre 1630 erfolgte in der Landtafel die Überschreibung an Adalbert Hynko von Sternberg, dabei wurde das Gut zur Unterscheidung vom gleichnamigen Veselí, das ebenfalls im Bechiner Kreis lag, in Veselíčko umbenannt. Kurz darauf erwarb Franz von Sternberg auf Bechin das Gut. Dieser überließ Veselíčko 1635 dem Erzieher seiner drei Söhne, Alexander Günterthal (Ghindertael bzw. van Gindertael). In der berní rula von 1654 sind für Zběšičky fünf Bauerngüter aufgeführt, von denen eines als niedergebrannt bezeichnet wurde. Außerdem bestand im Ort ein Freigut, das Adam Pivec gehörte. Alexander Günterthals Erben verkauften das Gut 1661 an Jodocus Wulff Ritter von Schwartzenwolf.
Im 18. Jahrhundert war Zběšičky überwiegend von Juden bewohnt, die aus verschiedenen Orten vertrieben worden waren. Die Familie Wulff von Schwartzenwolf verkaufte das Gut 1751 an Anton Chlumčanský von Přestavlk und Chlumčan. Im Jahre 1783 veräußerte der kinderlose Johann Nepomuk Chlumčanský das Gut Veselíčko seinem Schwager Josef Bretfeld zu Kronenburg. Im Jahre 1792 wurde der Schulunterricht in Veselíčko aufgenommen. 1797 wurde in Veselíčko eine Expositur der Pfarre Bernartice und 1801 ein Kaplanat eingerichtet. 1820 erbte Josef Bretfelds Sohn Franz Josef Freiherr von Bretfeld-Chlumčanský zu Kronenburg Veselíčko. Franz Josef Bretfeld zu Kronenburg verstarb 1839 kinderlos in Wien, das Erbe fiel seinen beiden Neffen zu.
Im Jahre 1840 bestand Klein-Bieschitz bzw. Klein-Zbieschitz/ Zbiessitzky bzw. Zběssicky aus insgesamt 47 Häusern mit 352 Einwohnern, darunter zehn Israelitenhäusern mit 15 Familien. Davon bildeten neun Häuser, darunter sechs Israelitenhäuser mit sechs Familien, die zum zweiten Freisassen-Viertel gehörigen Freisassenhöfe Zběssicky, die eine Nutzfläche von 80 Joch 1246 Quadratklafter umfassten. Im herrschaftlichen Anteil bestanden ein Rustikal-Meierhof, ein Hammelhof und ein Jagdschlösschen. Nördlich des Dorfes lag das herrschaftliche Hegerhaus Za Lesy. Pfarrort war Bernarditz. Am 1. Mai 1843 verkaufte die Familie Bretfeld das Gut an den Unternehmer Johann Nepomuk Nádherný, der Weseličko zu einem landwirtschaftlichen Mustergut umgestaltete, dessen Bewirtschaftung nach modernen ökonomischen Methoden erfolgte. Das Jagdschloss Zběssicky ließ er zum Getreidespeicher umbauen. Bis zur Mitte des 19. Jahrhunderts blieb das Dorf mit Ausnahme der Freisassenhöfe immer dem Allodialgut Weseličko untertänig.
Nach der Aufhebung der Patrimonialherrschaften bildete Zběšičky/Klein-Zběschitz bzw. Běschitz mit dem Ortsteil Popovec ab 1850 eine Gemeinde im Bezirk und Gerichtsbezirk Milevsko. Emil Ludvík Ritter Nádherný von Borutín, der seit 1868 Besitzer des Gutes Weseličko war, wirtschaftete schlecht und verschuldete sich. Im Jahre 1885 verkaufte er das Gut Zběšičky an Antonín Mašek aus Milevsko. 1891 erwarb Vácslav Havel, der Großvater von Václav Havel, das Gut. Die Freiwillige Feuerwehr bildete sich 1931. Nach der Aufhebung des Okres Milevsko wurde Zběšičky Ende 1960 dem Okres Písek zugeordnet. 1961 wurde Hanov von Podboří nach Zběšičky umgemeindet. Am 1. Jänner 1988 wurde Zběšičky mit seinen Ortsteilen nach Bernartice eingemeindet. Hanov, Popovec und Zběšičky lösten sich zum 24. November 1990 wieder von Bernartice los und bildeten die Gemeinde Zběšičky.

## Gemeindegliederung
Die Gemeinde Zběšičky besteht aus den Ortsteilen Hanov (Hanau), Popovec (Popowetz) und Zběšičky (Klein Bieschitz).

## Sehenswürdigkeiten
- Kapelle des hl. Wenzel auf dem Dorfplatz von Zběšičky
- Nischenkapelle der Jungfrau Maria von Sepekov an der Straße von Zběšičky nach Jestřebice, errichtet 1923. Das Marienrelief ist ein Werk des Bildhauers Břetislav Benda.
- Jagdschloss Zběšičky, erbaut 1822 für Franz Josef Freiherr von Bretfeld-Chlumčanský zu Kronenburg. Es dient heute als Heim für Behinderte.
- Kapelle des hl. Franz Seraph an der Mühle in Hanov, erbaut 1863
- Jüdischer Friedhof, nordwestlich des Dorfes im Tal des Baches Zavadilský potok

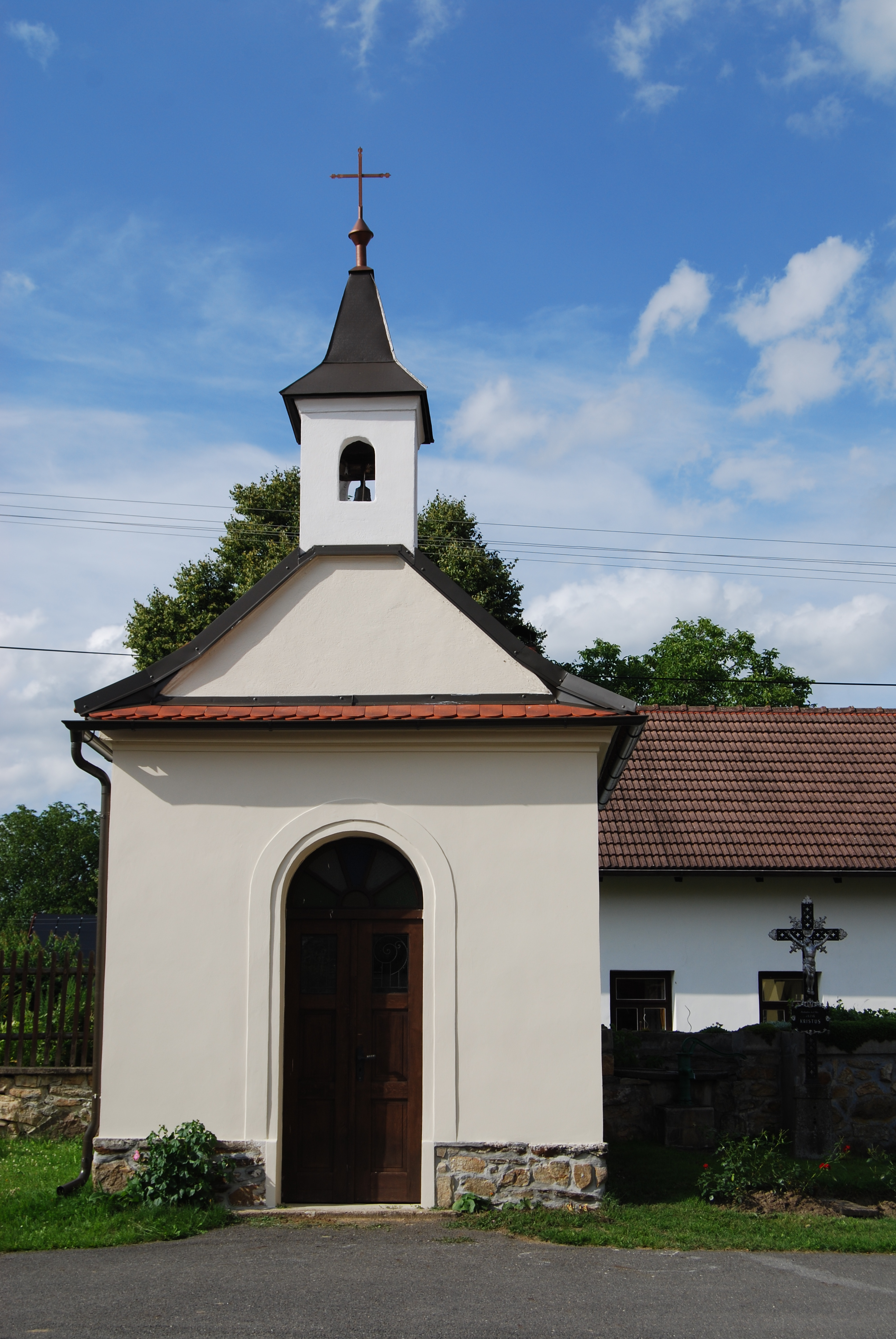
Kapelle des hl. Wenzel in Zběšičky
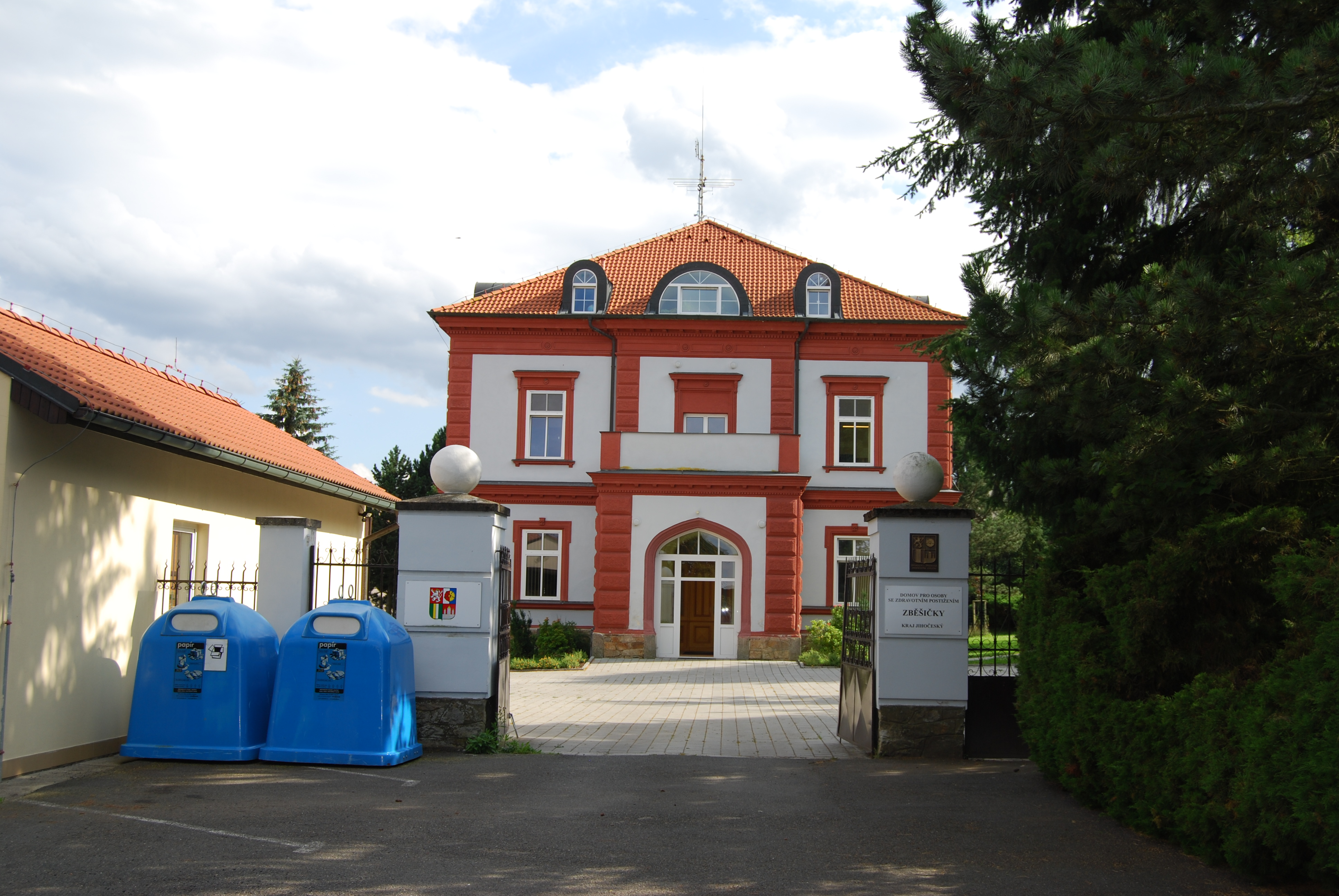
Schloss Zběšičky
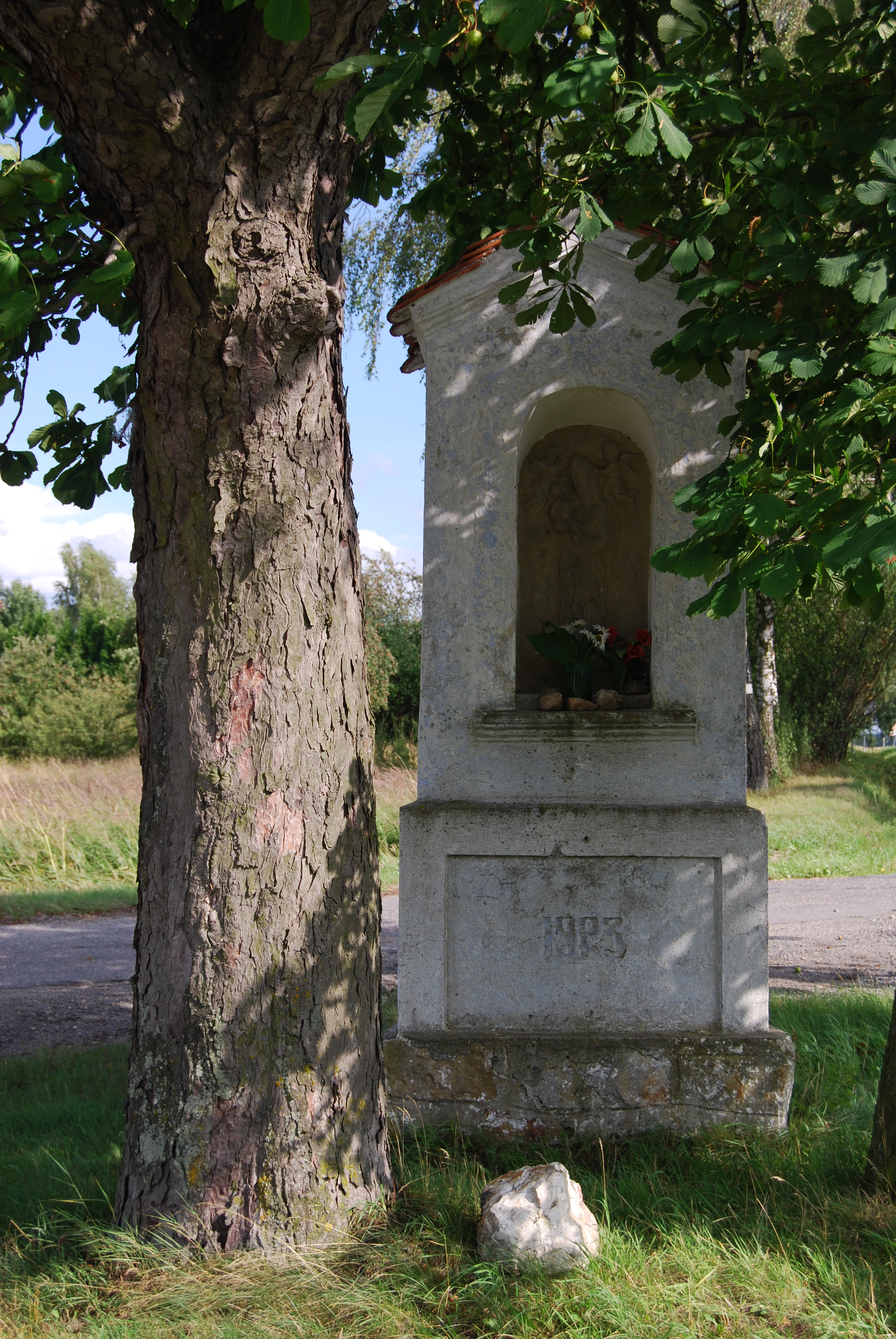
Nischenkapelle der Jungfrau Maria von Sepekov bei Zběšičky
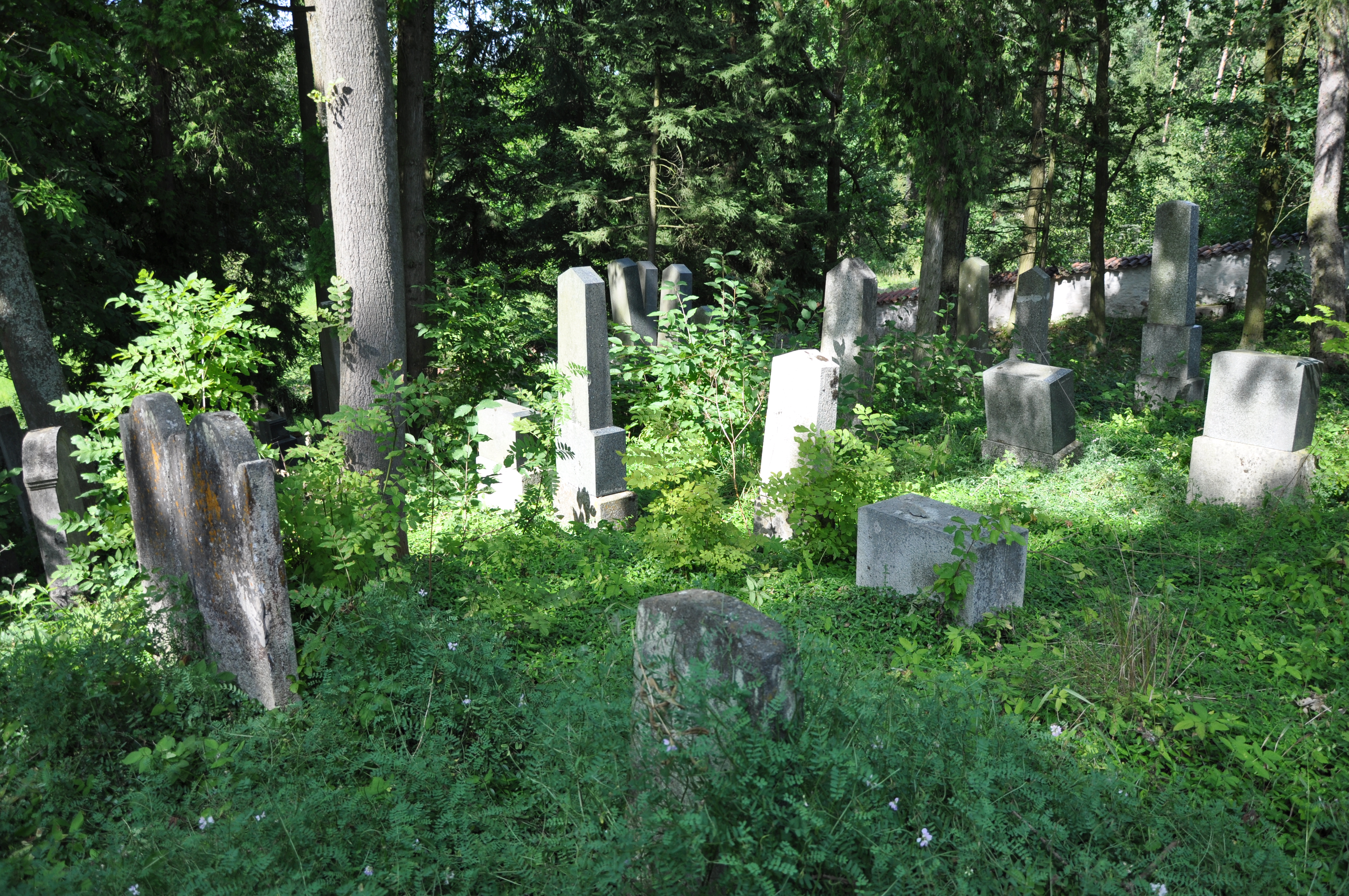
Jüdischer Friedhof bei Zběšičky
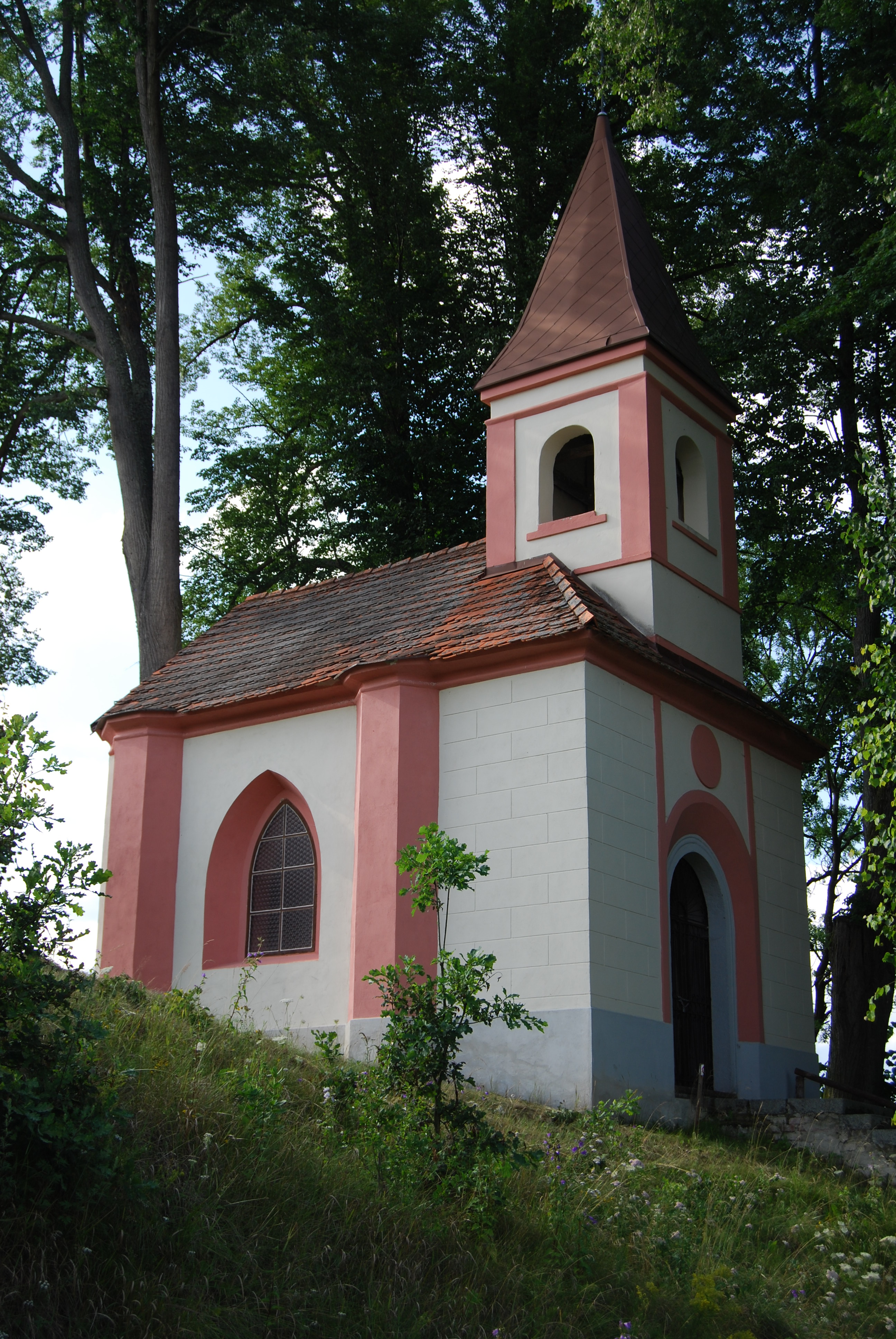
Kapelle des hl. Franz Seraph in Hanov

## Söhne und Töchter der Gemeinde
- Václav Maria Havel (1897–1979), tschechoslowakischer Bauunternehmer und Vater von Václav Havel